# 진교 (조위)
진교(陳矯, ? ~ 237년)는 후한 말 ~ 조위의 정치가로, 자는 계필(季弼)이며 서주(徐州) 광릉군(廣陵郡) 동양현(東陽縣) 사람이다. 자식은 진건(차남, 진 거기장군) 등이 있다

## 생애
삼국지 위서 22권 환이진서위노전(桓二陳徐衛盧傳)에 의하면, 본래 성(姓)은 유(劉)였지만, 외가의 성(姓)인 진(陳)으로 고쳤다고 한다. 전란을 피해 강동(江東) 일대로 피난하고 있었는데, 손책과 원술의 초빙을 받았으나, 모두 거절하고 고향으로 돌아갔다.